# Милуоки (аэропорт)

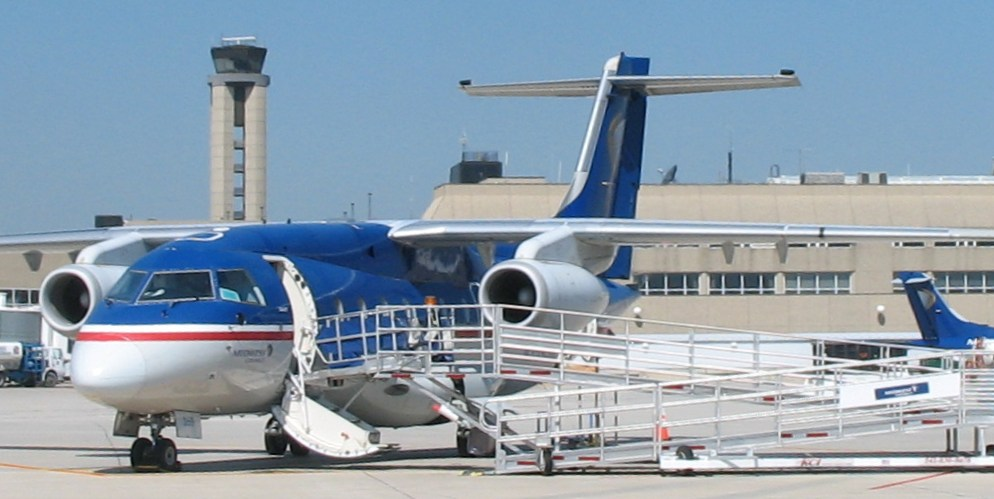
Fairchild Dornier 328JET авиакомпании Midwest Airlines в Международном аэропорту имени генерала Митчелла

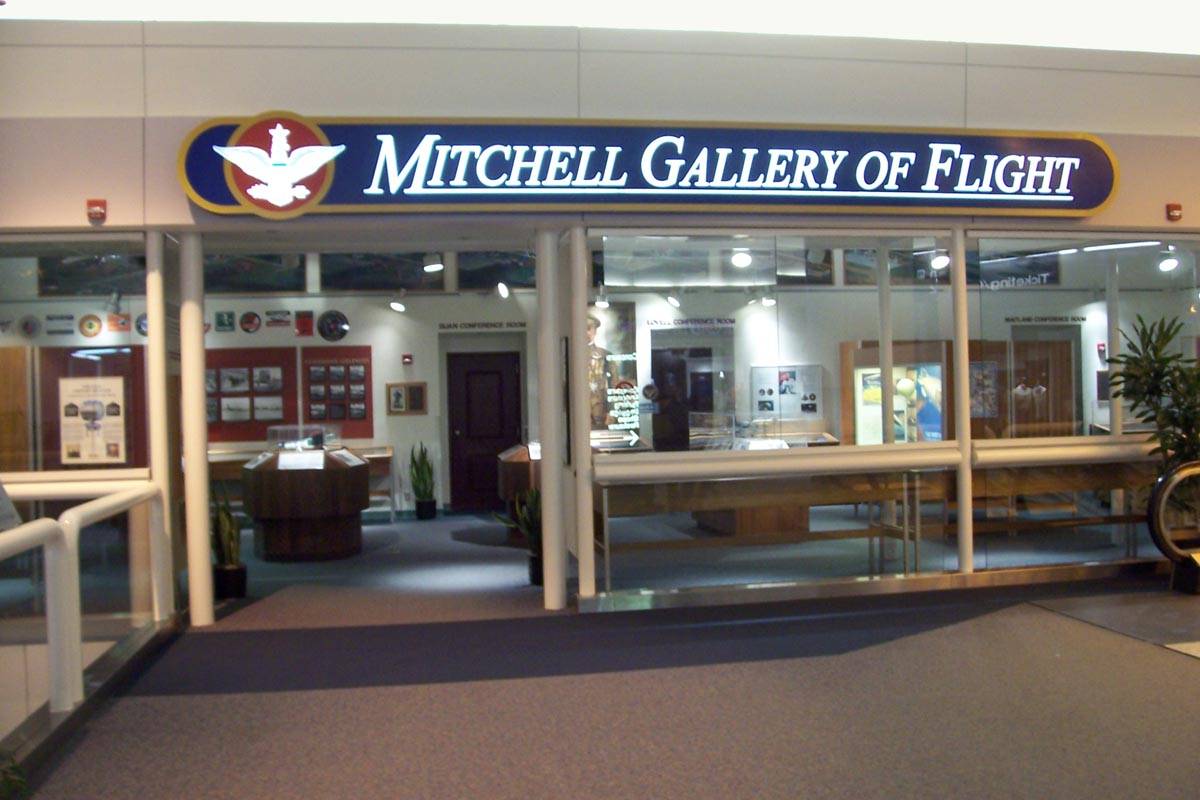
Вход в авиационный музей-выставочный комплекс «Митчелл»

Международный аэропорт имени генерала Митчелла (ИАТА: MKE, ИКАО: KMKE, FAA LID: MKE) — аэропорт совместного базирования, расположенный в восьми километрах к югу от центрального района города Милуоки (штат Висконсин, США), полностью принадлежащий округу Милуоки.
Аэропорт получил своё официальное название в честь уроженца Милуоки генерала Армии Соединённых Штатов Уильяма Митчелла, который считается одним из основателей военно-воздушных сил армии США.
Международный аэропорт имени генерала Митчелла является вторичным транзитным узлом (хабом) американских бюджетных авиакомпаний AirTran Airways и Frontier Airlines. Порт обслуживает основной пассажирский поток всего штата Висконсин (включая Милуоки) и округов северной части штата Иллинойс и вместе с тем неофициально называется «третьим аэропортом Чикаго», поскольку его услугами пользуется большое число жителей мегаполиса Чикаго в качестве альтернативы Международному аэропорту О’Хара и Международному аэропорту Чикаго Мидуэй.
В 2005 году на привокзальной площади аэропорта была введена в эксплуатацию железнодорожная Станция Аэропорт Милуоки, являющаяся частью соединяющей Милуоки и Чикаго линии Hiawatha Service пассажирских перевозок национальной компании Amtrak.

## История
В 1920 году на месте нынешнего аэропортового комплекса местным бизнесменом Томасом Гамильтоном был основан Аэропорт Гамильтон, представлявший собой небольшой частный аэродром с взлётно-посадочной полосой на расчищенной траве. 19 октября 1926 года аэродром был выкуплен властями округа Милуоки и переименован в Аэропорт округа Милуоки, регулярное коммерческое авиасообщение при этом открылось только 31 августа 1929 года с рейсов небольшой авиакомпании Kohler Aviation Corporation через озеро Мичиган.
В 1940 году введён в действие первый пассажирский терминал, а 17 марта следующего года аэропорт был переименован в Аэродром имени генерала Митчелла в честь одного из основателей американских военно-воздушных сил бригадного генерала Уильяма (Билли) Митчелла. С 4 января 1945 года инфраструктура аэропорта была сдана в аренду военным для содержания на его территории трудового лагеря военнопленных Второй мировой войны, насчитывавшего около 250 солдат и более трёх тысяч узников.
Пассажирский терминал аэропорта был вновь открыт для коммерческих перевозок в 1955 году с передачей комплекса в ведение гражданских властей. Аэропорт дважды, в 1984 и 1990 годах, подвергался масштабной реконструкции и модернизации всей инфраструктуры, а 19 июня 1986 года попечительский совет округа Милуоки официально переименовал его в Международный аэропорт имени генерала Митчелла.
Аэропорт до сих пор находится в собственности округа Милуоки и управляется одним из его подразделений, против чего постоянно выступают ведущие бизнесмены Милуоки, настаивающие на передаче аэропорта в частную собственность, что (по их словам) должно ликвидировать большую финансовую брешь в бюджете округа.

## Награды
В октябре 2008 года американский журнал для путешественников Condé Nast Traveler поставил Международный аэропорт имени генерала Митчелла на четвёртое место среди всех аэропортов США по показателям удобства расположения аэропортового комплекса, его дизайнерскому оформлению, работе таможенной службы и служб охраны и безопасности аэропорта, сервису залов выдачи багажа, а также соответствию торговых зон комплекса уровню высоких мировых стандартов.

## Операционная деятельность и сервисные услуги
Международный аэропорт имени генерала Митчелла занимает территорию площадью 882 гектара, расположен на высоте 220 метров над уровнем моря и эксплуатирует пять асфальтобетонных взлётно-посадочных полос с длинами от 1275 до 2954 метров.
В период с 31 декабря 2004 по 31 декабря 2005 года аэропорт обработал 219 114 операций взлётов и посадок воздушных судов (в среднем 600 операций ежедневно), из них 56 % рейсов пришлось на частную легкомоторную авиацию (аэротакси), 32 % составили регулярные коммерческие перевозки, 10 % заняли рейсы авиации общего назначения и менее одного процента — рейсы военной авиации.
В здании главного терминала находятся некоммерческий авиационный музей-выставочный комплекс «Митчелл», магазины розничной торговли, небольшие закусочные и филиал магазина Милуоки Renaissance Books, продающего подержанные книжные издания и считающегося пионером в данной области продаж в коммерческих аэропортах мира.

## Статистические сведения
По итогам 2009 года услугами Международного аэропорта имени генерала Митчелла воспользовалось 7 946 562 человек, при этом относительное снижение пассажирооборота по сравнению с предыдущим годом составило 0,13 процента.
В аэропорту работают десять авиакомпаний, выполняющих регулярные рейсы по более 40 пунктам назначения в США и за пределами страны, число регулярных рейсов при этом составляет более двухсот в день.
Международный аэропорт имени генерала Митчелла находится в собственности округа Милуоки, является крупнейшим коммерческим аэропортом штата Висконсин и работает 24 часа в день семь дней в неделю.

## Работы по реконструкции и расширению аэропорта
21 января 2007 года самолёт авиакомпании Northwest Airlines, следовавший рейсом 1726 Детройт-Милуоки-Буффало, после прерванного взлёта выкатился за пределы ВПП аэропорта Милуоки. После этого инцидента власти аэропорта начали строительные работы по увеличению буферных зон взлётно-посадочных полос. В соответствии с нормами Федерального управления гражданской авиации США ВПП аэропортов должны иметь буферные зоны не короче 305 метров, однако большинство аэропортов страны не отвечают данному требованию.
Расширение буферных зон Международного аэропорта имени генерала Митчелла началось в конце лета 2009 года и должно завершиться летом 2011 года. В западной части территории ведутся работы по переносу 6-й Стрит дальше за пределы расширяющейся зоны безопасности, в южном направлении будет перестроена пешеходная часть Колледж-авеню и сооружён туннель под строящейся буферной зоной взлётно-посадочных полос аэропорта. Аналогичная работа ведётся и в западной части порта в районе Хауэлл-авеню.
Руководством аэропорта также рассматриваются варианты генерального плана, предусматривающие существенное увеличение площади пассажирского терминала (в некоторых случаях — почти вдвое), либо строительство отдельного здания второй терминальной зоны аэровокзала. Все варианты генплана подразумевают масштабную структурную перестройку аэропортового комплекса и повлекут за собой серьёзные изменения в дальнейшей работе всего аэропорта.
В июле 2007 года в Конкорсе C аэропорта введены в эксплуатацию десять новых выходов на посадку (гейтов) и новая линия гейтов для рейсов Midwest Connect в Конкорсе D. 1 июня 2008 года обслуживание всех рейсов магистральной авиакомпании US Airways было перенесено в Конкорс C, а мощности Конкорса D были задействованы под рейсы Midwest Airlines и региональной авиакомпании Great Lakes Airlines, открывшую регулярные маршруты из Международного аэропорта имени генерала Митчелла под торговой маркой региональных перевозок Midwest Connect. В течение 2007—2009 годов претерпел изменения и Конкорс E, существенно увеличивший собственную пропускную способность пассажирского потока.

## Авиакомпании и пункты назначения

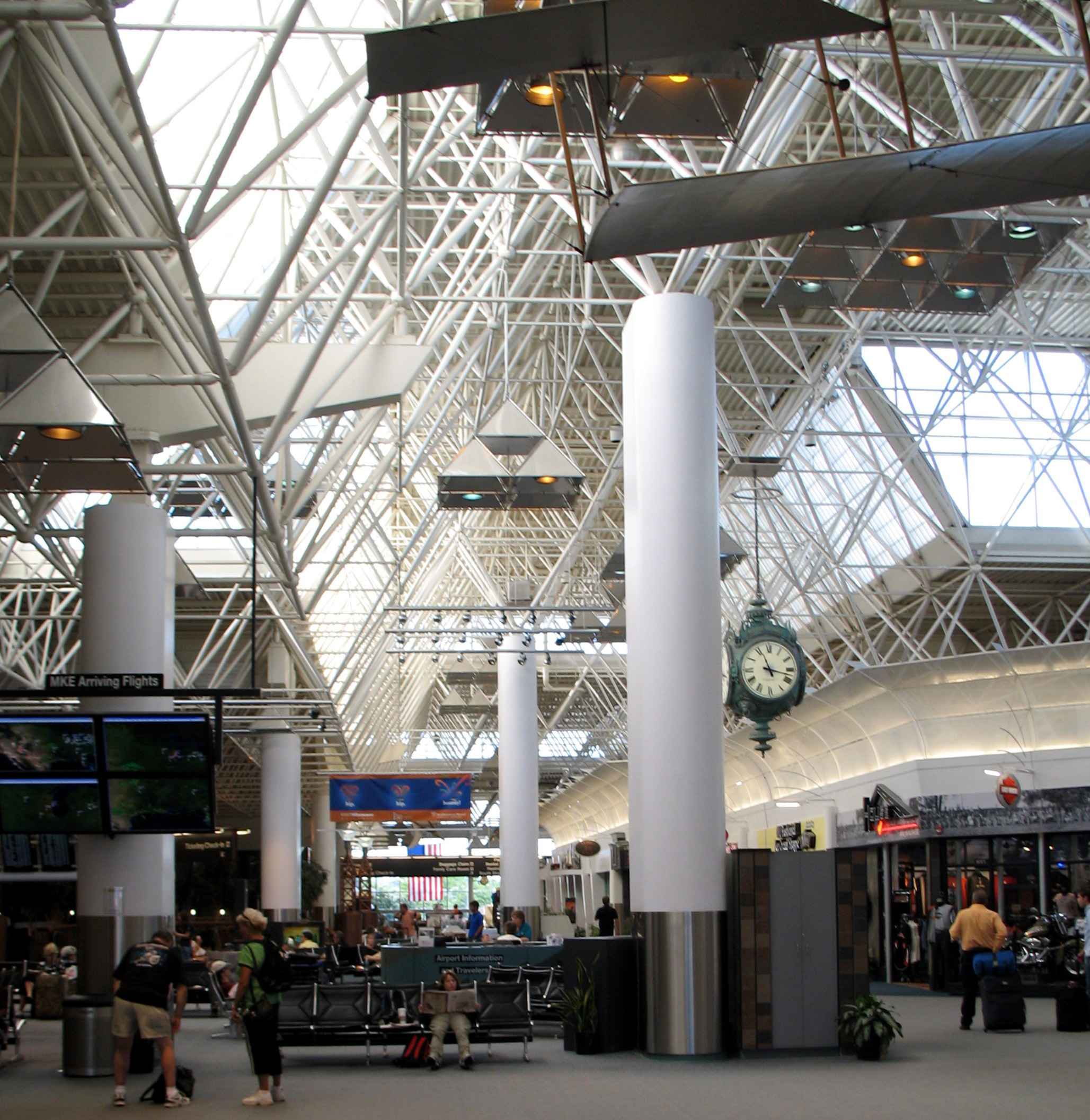
Внутри главного пассажирского терминала аэропорта

Международный аэропорт имени генерала Митчелла эксплуатирует 48 выходов на посадку и 40 телетрапов, размещённых в трёх конкорсах одного главного здания терминала. Пассажиры всех прибывающих международных рейсов, не прошедших процедуру предварительного таможенного контроля в аэропортах вылета, направляются в специальную зону международных прибытий.
Крупнейшим оператором Международного аэропорта имени генерала Митчелла с наибольшим числом собственных гейтов является бюджетная авиакомпания Frontier Airlines. Второе и третье место занимают, соответственно, магистральная авиакомпания Delta Air Lines и другой дискаунтер AirTran Airways.

## Авиапроисшествия и несчастные случаи

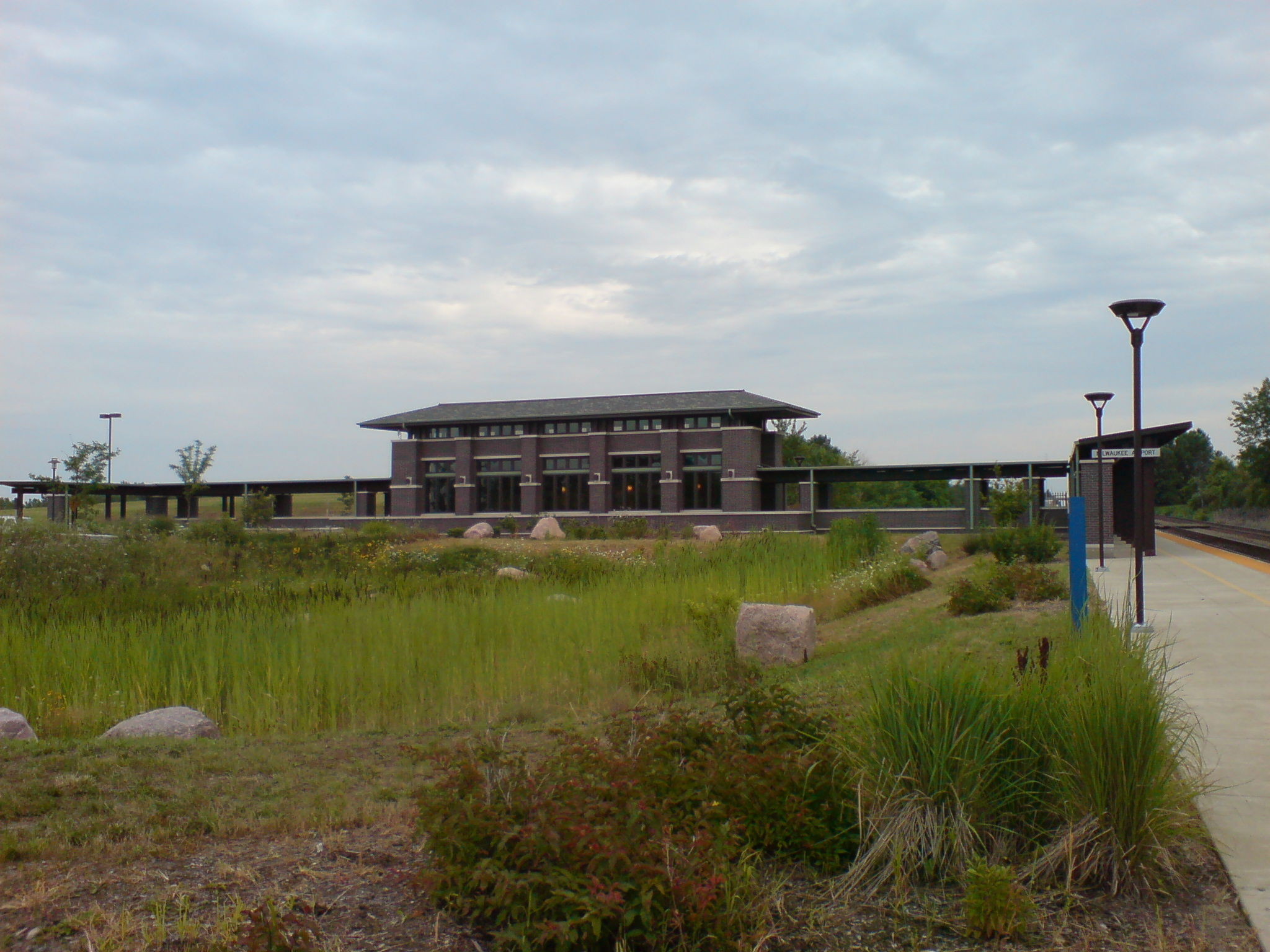
Железнодорожная станция «Аэропорт Милуоки»

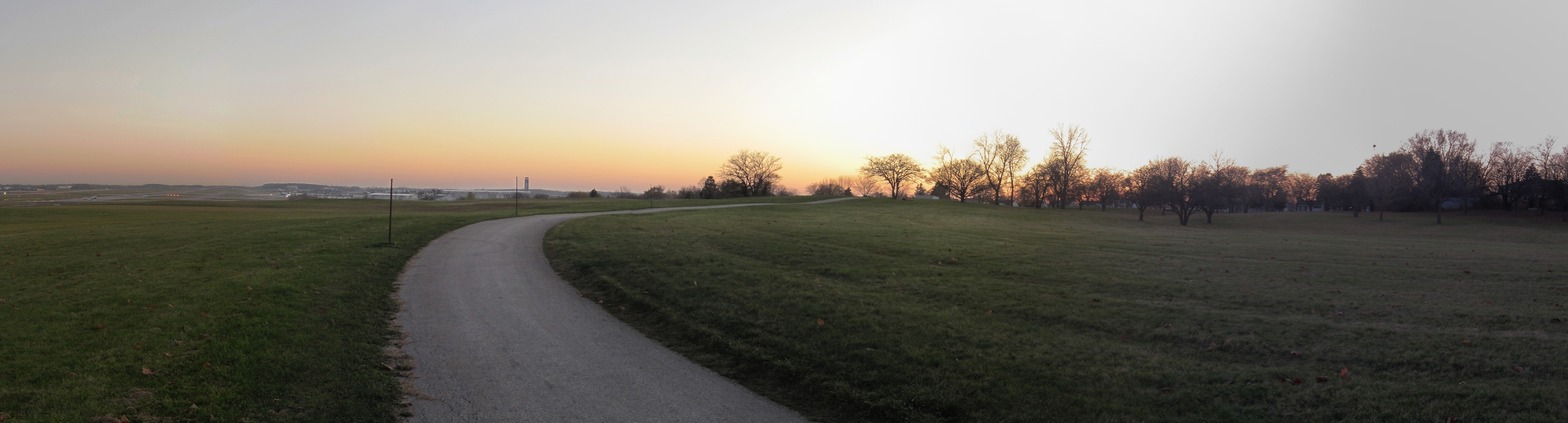
Парк «Митчелл». Вдали в левой части фотографии виден Международный аэропорт имени генерала Митчелла

- 4 августа 1968 года. Самолёт Convair CV-580 (регистрационный номер N4634S) авиакомпании North Central Airlines, следовавший рейсом 261, столкнулся в воздухе с частным самолётом Cessna 150 (регистрационный номер N8742S), выполнявшим полёт в визуальном режиме из аэропорта города Ломберд в Окружной аэропорт Шебойгэн (штат Иллинойс). При столкновении часть кабины Цессны вошла в передний багажный отсек пассажирского лайнера Convair, погибло три человека на борту Цессны. Экипаж самолёта Convair CV-580 произвёл аварийную посадку в Международном аэропорту имени генерала Митчелла, при этом на борту лайнера никто серьёзно не пострадал. Основной причиной катастрофы определена неспособность экипажа CV-580 визуально определить местоположение частного самолёта, несмотря на три предупреждения диспетчерской службы аэропорта. Пилоту Цессны при полёте в визуальном режиме могли помешать загрязнение ветрового стекла остатками насекомых, солнечный свет, смог и дымка в воздухе.
- 6 сентября 1985 года, рейс 105 Международный аэропорт имени генерала Митчелла — Международный аэропорт Хартсфилд-Джексон Атланта авиакомпании Midwest Express, самолёт Douglas DC-9-14 (регистрационный номер N100ME). Лайнер разбился на взлёте из аэропорта Милуоки из-за отказа правого двигателя вследствие усталостных трещин в компрессоре мотора. Неверная реакция пилота на аварийную ситуацию привела к потере самолётом скорости и его падению на землю, погибли все находившиеся на борту (31 человек). Данная катастрофа стала первым и единственным приведшим к человеческим жертвам инцидентом в истории авиакомпании Midwest Airlines[14].
- 31 августа 2005 года. Самолёт Boeing 717 авиакомпании Midwest Airlines во время руления столкнулся с фермерским грузовиком, в результате чего было повреждено левое крыло лайнера. О пострадавших не сообщалось.
- 21 января 2007 года, рейс 1726 авиакомпании Northwest Airlines Международный аэропорт имени генерала Митчелла — Столичный аэропорт Детройт округа Уэйн — Международный аэропорт Буффало Ниагара, самолёт Douglas DC-9. При выполнении взлёта из аэропорта Милуоки произошёл взрыв в одном из двигателей, в результате чего экипажу пришлось прервать взлёт. Самолёт выкатился на 120 метров за пределы заснеженной взлётно-посадочной полосы 7R аэропорта, из 104 человек на борту один пассажир получил травму спины[15][16][17][18].
- 23 января 2007 года. На рулёжной дорожке аэропорта столкнулись самолёты Cessna 402 и Beechcraft Model 99 грузовой авиакомпании Freight Runners Express. Пилоты обоих бортов сумели эвакуироваться, самолёты сгорели в результате возникшего пожара[19]. Расследовавшая инцидент комиссия назвала главной причиной происшедшего халатные действия диспетчерской службы аэропорта и экипажей обоих самолётов[20].
- 4 июня 2007 года. Сразу после взлёта из аэропорта Милуоки экипаж частного самолёта Cessna Citation II подал сигнал бедствия и запросил аварийную посадку в аэропорту вылета. Спустя пять минут лайнер рухнул в озеро Мичиган в трёх километрах от взлётно-посадочной полосы. Самолёт следовал срочным рейсом в аэропорт Детройта и перевозил человеческие органы для трансплантации в клинике Мичиганского университета. На борту находились два пилота и четыре пассажира, все погибли.
- 22 апреля 2008 года, рейс авиакомпании Chautauqua Airlines Сент-Луис — Милуоки. На взлёте из аэропорта Сент-Луиса произошёл отказ двигателя. Экипаж сумел вернуть самолёт и посадить его в аэропорту вылета, никто из 32 человек на борту не пострадал.
- 12 сентября 2008 года, Cirrus SR22 частного рейса из Международного аэропорта имени генерала Митчелла в Аэропорт Лейкленд. После взлёта из аэропорта Милуоки самолёт разбился в восьмистах метрах к юго-западу от взлётно-посадочной полосы. Погибли все три человека на борту[21].